# C/2015 A1 (PANSTARRS)
C/2015 A1 (PANSTARRS) — одна з параболічних комет. Ця комета була відкрита 8 січня 2015 року; блиск на час відкриття: 19.7m.